# 3-as busz (Tiszaújváros)
A tiszaújvárosi 3-as jelzésű autóbusz egy helyi járat, ami az autóbusz-állomás és a Dózsa György utca között közlekedik. A viszonylatot a Volánbusz üzemelteti.

## Megállóhelyei
| 0 | Autóbusz-állomás végállomás  | 0 | 0.0 km | 1, 1A, 2 1055, 1374, 1426, 1427, 1428 3731, 3733, 3737, 3739, 3744, 3745, 3752, 3960, 3963, 3965, 3966, 3967, 3968, 3969, 3970, 3971, 3974, 3975, 4008, 4009, 4240, 4241, 4484 |
| 1 | Művelődési ház               | 2 | 0.8 km | 2 3960, 3963, 3965, 3970, 3975, 4008, 4240, 4241, 4484 |
| 2 | JABIL                        | 5 | 2.1 km | – |
| 3 | Dózsa György utca végállomás | 7 | 3.1 km | 1450 3952, 3960, 3963, 3964, 3965, 4008, 4240, 4484 |